# El Mosquito
El Mosquito va ser un setmanari satíric publicat a Reus el 1869.

## Història
Successor de El Sorbete portava per lema una quarteta: A todo el mundo en un brete / puso mi papá "El Sorbete" / Y hoy viene á hacer lo mismito / su descendiente "El Mosquito". Serà un opuscle més polititzat que el seu antecessor, amb un contingut ideològic més important. La tendència era republicana federal.
El seu director va ser Joaquim M. Bartrina, i com a col·laboradors hi participaven Tomàs Lletget i Güell i Mercader. La seva sàtira mordaç va provocar la ira dels seus enemics polítics, i fins i tot produí agressions físiques. A La Redención del Pueblo del dia 1 de juliol de 1869 es denunciava: "Anteayer […] Joaquín María Bartrina, fue cobarde y brutalmente atropellado en medio de la calle por un sugeto que se llama Eusebio Gallisá". Aquest altercat va venir provocat per uns atacs de El Mosquito a aquest senyor per la seva ideologia monàrquica. Güell i Mercader va desmentir al cap d'uns anys la seva participació en el setmanari, tot dient que havia estat obra de Bartrina i Lletget, que l'havien tret per a defensar-se dels durs atacs que Bartrina rebia per part de El Crepúsculo i del seu director Marià Pons. Polemitzà també amb El Canta claro, fundat així mateix per Marià Pons, i amb El Enano de la Venta, una altra publicació satírica reusenca.
El Mosquito ens diu ben clar d'entrada contra qui i què aniran els seus atacs; l'editorial del número 2 comença de forma ambigua i explica que el seu objectiu és combatre els errors, els abusos ... "Vengan de donde vengan, y sea el que fuese el que lo cometiese" i "diremos la verdad aunque sea al lucero del Alba" però tot seguit deixa ben clar: "al pan lo llamaremos pan, y al monárquico tonto". Tot el que sonava a monarquia, corona, rei... era centre dels atacs de El Mosquito. Gras i Elies diu: "Su único objeto era molestar a los que militaban en el partido Monárquico". L'Església tindrà també un protagonisme important, i rebrà atacs anticlericals constants, sobretot cap als caps visibles de l'església entesa com a institució: capellans, monges, frares, arquebisbes... sovint per compensar els atacs que rebia la institució del matrimoni civil a Reus, promulgat l'any anterior per l'alcalde Jaume Aguadé Mestres president de la Junta Revolucionària de Reus. Les pàgines d'El Mosquito recolzen l'aposta dels sectors liberals locals per una laïcització de tots els aspectes de la vida reusenca. Un exemple és la denúncia que van fer per l'existència encara de noms de sants per carrers i places. També Pere Mata i el general Prim, al que consideraven un traïdor, tindran els atacs més violents. I els carlins serien també centre de les seves diatribes.

## Aspectes tècnics
Sortia setmanalment, en format foli i quatre pàgines. S'imprimia a la Impremta de Tosquellas i Zamora. Es conserven només els números 2, 4 i 6, i se suposa que aquest, de 18-VII-1869 és l'últim publicat.

## Localització
- Els exemplars coneguts són a la Biblioteca Central Xavier Amorós de Reus[4]